# Neumann-elvek

A Neumann-architektúra azaz egy Neumann elvű számítógép felépítése, amely három fő komponensből áll: memória, központi egység (CU,ALU), és a bemeneti/kimeneti perifériák

Az első elektronikusan működő számítógép, az ENIAC (angolul Electronic Numerical Integrator And Computer) építési tapasztalatai alapján a számítógép építéséhez nélkülözhetetlen alapelveket Neumann János matematikus dolgozta ki, aki az ENIAC-nál gyorsabb, megbízhatóbb, egyszerűbb és könnyebben kezelhető gépet szeretett volna megépíteni. Az általunk ma Neumann-elveknek nevezett kritériumrendszert elsőként az 1945. június 30-án kiadott „First Draft of a Report on the Edvac” című művében publikálta. Neumann János 1945-ben a Princentoni Egyetemen az elektronikus számítógép program igazgatója volt, amikor Herman Goldstine-nal megépítették az akkori legkorszerűbb, tárolt programmal vezérelt számítógépet, amit kutatási célokra terveztek. Az 1949-ben megépített EDVAC (angolul Electronic Discrete Variable Automatic Computer), már Neumann elgondolásai alapján épült és a világon az első, belső programvezérlésű, elektronikus, digitális, univerzális számítógép volt. Neumann Jánosnak az "EDVAC-jelentés első vázlata" című meghatározó munkája a teljes elemzését adta az EDVAC tervezett architektúrájának. A jelentés tartalmazta a megépítendő számítógép javasolt felépítését, a részegységek megépítéséhez szükséges logikai áramköröket és a gép kódját.

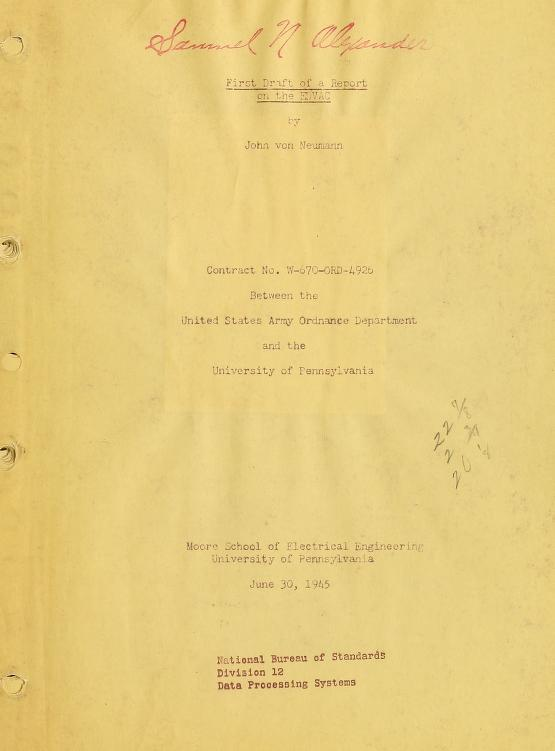
Neumann János számítógép építést forradalmasító First Draft of a Report on the EDVAC című és 1945. június 30. keltezésű alkotásának első oldala

Néhány gondolat Neumann „First Draft of a Report on the EDVAC” (Első vázlat az EDVAC-ról készült jelentéshez) című művéből:
- „Nagyon nagy sebességű, automatikus, digitális számítási rendszerekkel (computing system) és ezek logikai vezérlésével foglalkozunk.”
- „Egy automatikus számítási rendszer olyan berendezés, amely utasítások végrehajtására képes abból a célból, hogy számításokat végezzen jelentős bonyolultságú problémák, például nemlineáris parciális differenciálegyenletek numerikus megoldása céljából.”
- „Az utasításokat részletesen meg kell adni. Az utasításoknak tartalmazniuk kell minden numerikus információt, amely a probléma megoldásához szükséges, mégpedig a kezdő és peremfeltételeket, a fix paraméterek értékeit, sőt azokat a függvénytáblákat is, amelyek a probléma leírásában szerepelnek.”
- „Differenciálegyenletek megoldásánál a kezdeti, illetve a peremfeltételek nagy numerikus anyagot jelenthetnek, ezeket is meg kell jegyezni, tárolni kell, tehát ehhez is szükséges a memóriaegység.”[2]

A Neumann-elvek szerint a gépnek öt alapvető funkcionális egységből kell állnia: aritmetikai egység, központi vezérlőegység, különböző memóriák, bemeneti egység, kimeneti egység, s ami lényegesebb: a gép működését a tárolt program elvére kell alapozni. Az elvek között szerepel a program soros végrehajtása is.
A Neumann-elvek publikációit teljesen szabadon közreadták, így az EDVAC első üzembe helyezésekor már néhány egyéb Neumann-elvű számítógép is létezett a világban. EDSAC (angolul Electronic Delay Storage Automatic Calculator), UNIVAC (angolul Universal Automatic Computer). Az elvek alapján készül más korai számítógépek: Korai Neumann-architektúrájú számítógépek

## Neumann-elvek

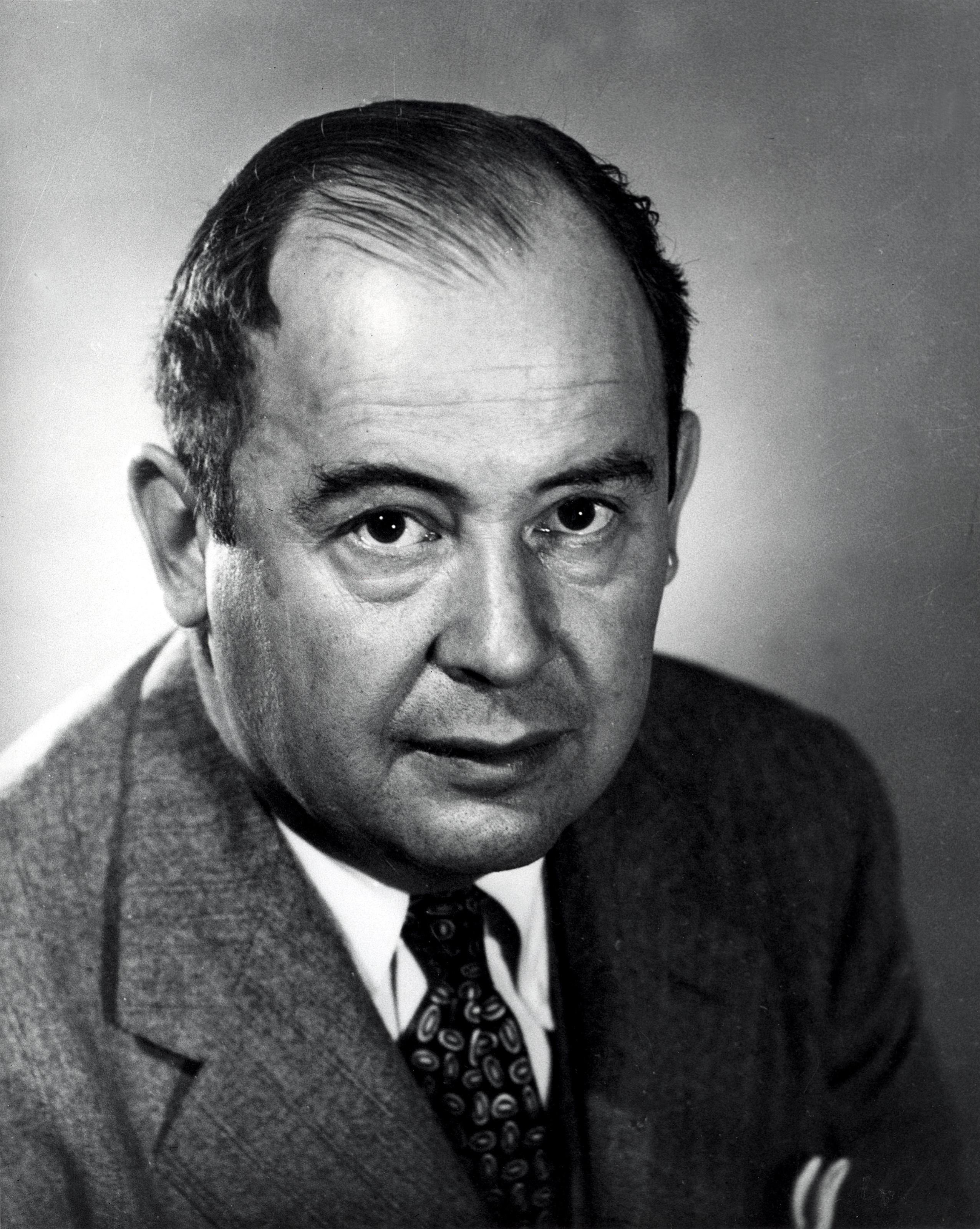
Neumann János a mai modern Neumann-elvű számítógépek építéséhez 1946-ban dolgozta ki az alapelveket

1. Teljesen elektronikus működés (ez Neumann idejében elektroncsöves felépítést jelentett, amit később a tranzisztoros, majd az integrált áramkörös felépítés követett)
2. Kettes számrendszer használata (az összes művelet, pl. összeadás, szorzás, kettes számrendszerbeli logikai műveletekre redukálható)
3. Belső memória használata
4. Tárolt program elve. A számításokhoz szükséges adatokat és programutasításokat a gép azonos módon, egyaránt a belső memóriában (operatív tár) tárolja.[3]
5. Soros utasítás-végrehajtás (az utasítások végrehajtása időben egymás után történjen; ennek egy alternatívája a párhuzamos utasítás-végrehajtás, amikor több utasítás egyidejűleg is végrehajtható: ezt a lehetőséget Neumann elvetette)
6. Univerzális felhasználhatóság, Turing-gép (programozhatóság; a különböző feladatok programokkal legyenek megoldva, nem pedig erre a célra épített hardverrel)
7. Szerkezet: öt funkcionális egység (aritmetikai egység, központi vezérlőegység, memóriák, bemeneti és kimeneti egységek)[1][4]

„
A. M. Turing angol matematikai logikus 1927-ben kimutatta (és a számológépi technika számos szakértője azóta különféle módokon gyakorlatilag is bebizonyította), hogy olyan programutasításokat is ki lehet dolgozni egy számológép számára, amelyek arra késztetik, hogy valamely más – pontosan meghatározott működésű – számológép módjára viselkedjék. Az ilyen utasításrendszereket, amelyek révén egy gép utánozza egy másik gép viselkedését, rövid programoknak nevezzük. E programok kidolgozásának és alkalmazásának jellegzetes kérdéseire valamivel részletesebben is ki szeretnék térni.”

– Neumann János: A számológép és az agy, 1958, A rövid program fogalma

## A Neumann-elvű számítógépek elméleti felépítése (a Neumann-architektúra)

A Neumann-elvű számítógépek elméleti felépítése

Egy Neumann-architektúrájú számítógép a következő egységekből épül fel:
- központi egység
  - központi feldolgozó egység
    - központi vezérlő egység
    - aritmetikai-logikai egység
    - regiszterblokk
    - gyorsítómemória
    - matematikai társprocesszor

  - operatív tár (memória)
- háttértárak
- perifériák
  - input perifériák
  - output perifériák

A központi vezérlőegységeket (CPU: Central processing unit), azaz a processzorokat működésük szempontjából két külön kategóriába sorolhatjuk. Az egyik a Neumann-architektúra a másik Harvard-architektúra szerint működik. A két architektúra abban különbözik, hogy a Neumann-elvű esetében megegyezik az adat- és a programmemória, míg a Harvard-architektúrájú számítógép esetén a program- és adatmemória különbözik.

## Perifériák Neumann elvei alapján
- központi egység (CPU, Central Processing Unit, Központi Feldolgozó Egység, processzor)
- memória
  - ROM (Read-Only Memory) csak olvasható
  - RAM (Random Access Memory) olvasható, írható és bővíthető
- háttértárak
  - merevlemez
  - SSD
  - flashmemória
  - pendrive
  - külső háttértár
  - CD / DVD
  - hajlékonylemez
  - stb.
- bemenet
  - billentyűzet
  - egér
  - érintőképernyő
  - mikrofon
  - digitális kamera
  - játék vezérlő / botkormány
  - stb.
- kimenet
  - monitor
  - nyomtató
  - hangszóró
  - világitás
  - stb.